# Pi de Can Girona
El Pi de Can Girona (Pinus halepensis) és un pi blanc que es troba a Sitges (el Garraf), el qual, per les dimensions del seu tronc, el situen entre els més gruixuts del país.

## Dades descriptives
- Perímetre del tronc a 1,30 m: 4,57 m.
- Perímetre de la base del tronc: 5,78 m.
- Alçada: 21,63 m.
- Amplada de la capçada: 21,15 m.
- Altitud sobre el nivell del mar: 21 m.[1]

## Entorn
Es troba a les envistes del castell de Miralpeix, al límit d'un bosc de pi blanc, un bosc ben estructurat de bellesa remarcable, al límit del qual hi ha vinyes actives alternades amb camps de conreu rotatiu de secà. Als herbassars i gramenets, hi ha fenàs, pa de cucut, gafet, esparreguera boscana i arítjol; a l'estrat arbustiu, hi ha arç de tanques, aladern, aladern fals i garric. La fauna vertebrada més aparent consta de gaig, tudó, esquirol i rata negra.

## Aspecte general
Té un aspecte molt bo: presenta una brancada i un fullatge sans, tant que hi ha punts en què les branques toquen a terra (allà se n'observa alguna de seca, segurament per manca de llum i excés de densitat). També es pot veure alguna vella ferida rellevant, tant al tronc com a la creu, recoberta de reïna. El seu magnífic port obert i la capçada densament espessa el fan un arbre realment remarcable i ben singular.

## Accés
Cal estacionar el cotxe al costat de Can Girona (accés per la carretera C-246a, km 39,2). A uns 20 o 30 m de la casa, en direcció a la carretera, hi trobem un camí en molt mal estat, que té el ferm pràcticament de roca mare, és a dir, de pura pedra. Prenem aquest camí i ens endinsem en un bosc molt espès (bosc de Can Girona), de pi blanc amb llentiscle. El camí fa pujada al principi del bosc i cal travessar-lo fins a trobar un paisatge pla, on hi ha un gran camp de conreu vorejat per un revolt que fa el mateix camí. Un cop allà, veurem el gran pi just a l'extrem oposat del camp on ens trobem. Recorrem tot el revolt fins a arribar a l'arbre. GPS 31T 0396955 4565579.